# R-7 (ロケット)

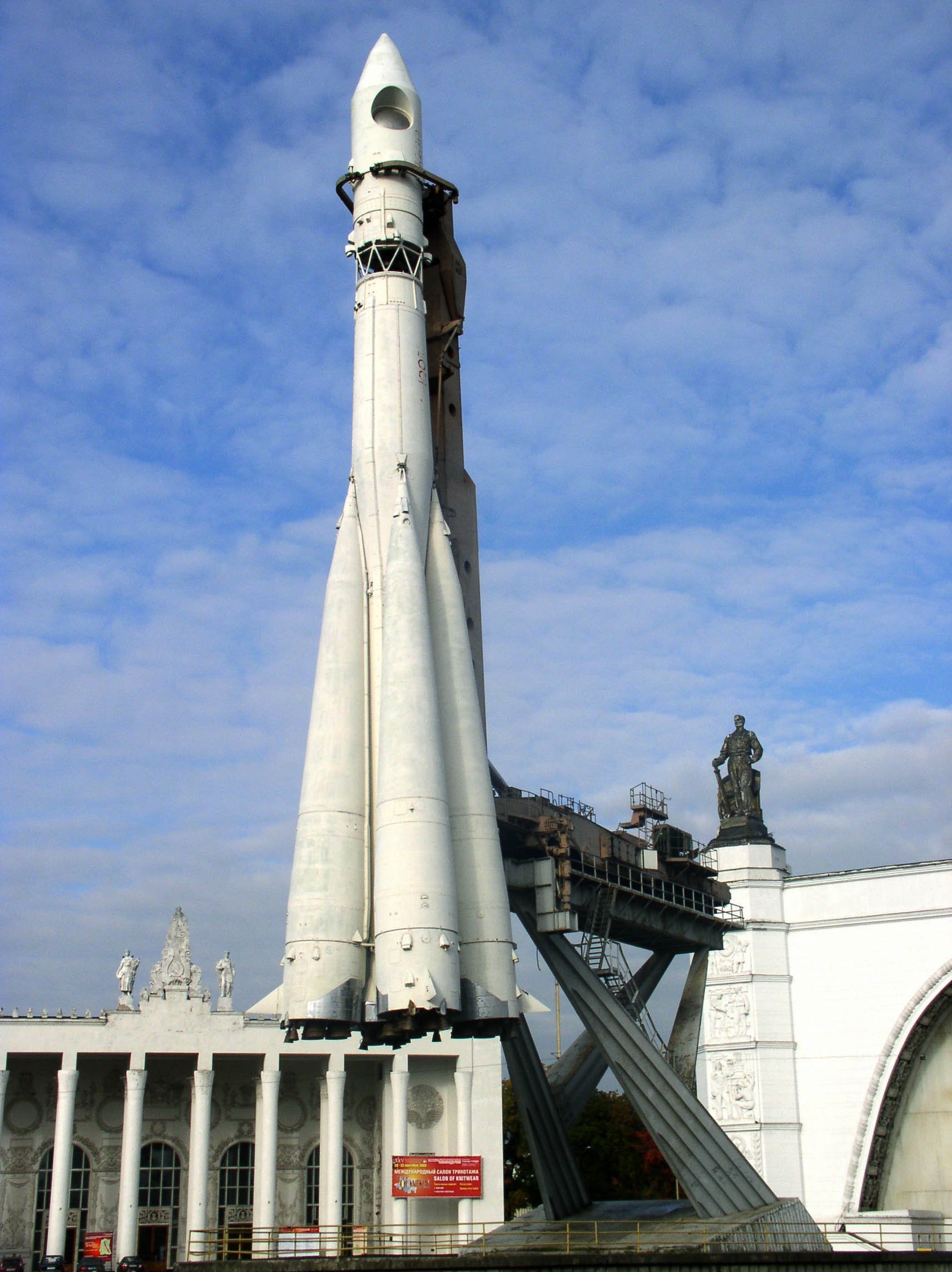
R-7 8K72

R-7 (ロシア語 Р-7) は、ソビエト連邦のセルゲイ・コロリョフが率いるOKB-1が開発した世界初の大陸間弾道ミサイル (ICBM) である。 後に宇宙開発用ロケットに転用されて多くの派生ロケットを生み、R-7系列のスプートニクロケットが世界初の人工衛星スプートニク1号の打ち上げを、同じくR-7系列のボストークロケットが世界初の有人宇宙船ボストークを打ち上げる等ソビエト連邦の宇宙開発の原動力となった。ソ連側での愛称はセミョールカ (Семёрка, Semyorka) でありロシア語で数字の 7 を意味する。 またNATOコードネームではサップウッド (Sapwood, 白太の意) と呼ばれている。アメリカ国防総省の識別番号 (DoD番号) はSS-6。

## 開発
R-7の開発に先立ち、1949年4月4日にドイツ人のチームは3000kgの弾頭を備え、3000kmの射程を有するG-4ロケットの開発に着手していた。同年、10月1日にNII-88の科学技術評議会のメンバーがグロドミリャ島を訪問してドイツ人の設計者達は複数の変更を1950年2月までに打診された。1949年12月7日にNII-88はG-4と、コロリョフの開発していたR-3の設計を審査した結果、G-4の方が優れていると評価したもののG-4の計画は棚上げされた。
R-7の設計作業はカリーニングラードのOKB-1 (コロリョフが率いるコロリョフ設計局、現在のS.P. Korolev Rocket and Space Corporation Energia)とその他の部局によって1953年に開始された。政府からの要求仕様は重量3000kg分離式弾頭を備えた射程8000kmの170トンの二段式ミサイルというものだった。同年10月3日には、セミパラチンスクでの核実験の結果から仕様が変更され、射程を変えずに弾頭重量は5500kgに増やされた。このため設計は大きく変更された。1953年の終わりの最初の地上テストに続いて大規模な設計変更が行われ、最終設計が承認されるのは1954年5月20日となった。
現在のソユーズロケットに受け継がれているクラスター式のロケットはドイツ人技術者達による発案だった。当時、グロドミリャ島で並行してロケットの開発を進めていた彼らにも同じ要求仕様が与えられ、G-4の改良型のG-5を開発していた。ソビエト人の作業進捗や設計はドイツ人達のチームには伝わらなかったが、ドイツ人達の設計の成果は逐次、コロリョフ達のソビエト人のチームに伝えられ、新規概念は彼らの設計に取り入れられ、彼らの"成果"として報告された。当初は単燃焼室を備えるRD-105、RD-106を開発していたが、燃焼の不安定性の問題が解決できず、仕様が変更され、4基の燃焼室を備えるRD-107、RD-108に変更された。
1956年後半からミサイルの製作がクイビシェフの第一航空工場「プログレス（「進歩」の意）」で開始された。最初のR-7はカリーニングラードの第88工場で製作された部品によって組立てられている。1957年3月には最初のR-7の完成品となるR-7 M1-5が発射準備施設に送られ、同年5月5日には発射施設へと送られている。
8K71の番号が与えられた新型ICBMの最初のテストは、バイコヌール宇宙基地で1957年5月15日19:01(モスクワ時間)に行われた。サイトから400km離れた時、ストラップオンブースターの配管からの燃料漏れによる推力低下により安定を失い破壊された。続く6月11日に予定された発射テストは、事前の試験によってブースターBの酸素配管のバルブ凍結によって発射が中止された。3回目の発射テストでは発射直前に燃料系統の故障により発射は中止され、発射台から降ろされて再点検されることになった。7月12日、再度3回目の発射試験が行われたが、発射から33秒後に制御回路の故障から安定性を失った。8月21日の4回目の発射テストでは、初めて6000kmの長距離飛行に成功した。この成功は8月26日にタス通信によって配信されている。
この8K71を改修してロケット化した8K71PS、スプートニク (ロケット)は、バイコヌール基地から10月4日にスプートニク1号を、11月3日にスプートニク2号を軌道に投入し、世界最初の衛星打ち上げロケットとなった。これらの最初のテストにより設計の部分修正の必要が認識されたため、テスト飛行は1959年12月まで終了しなかった。

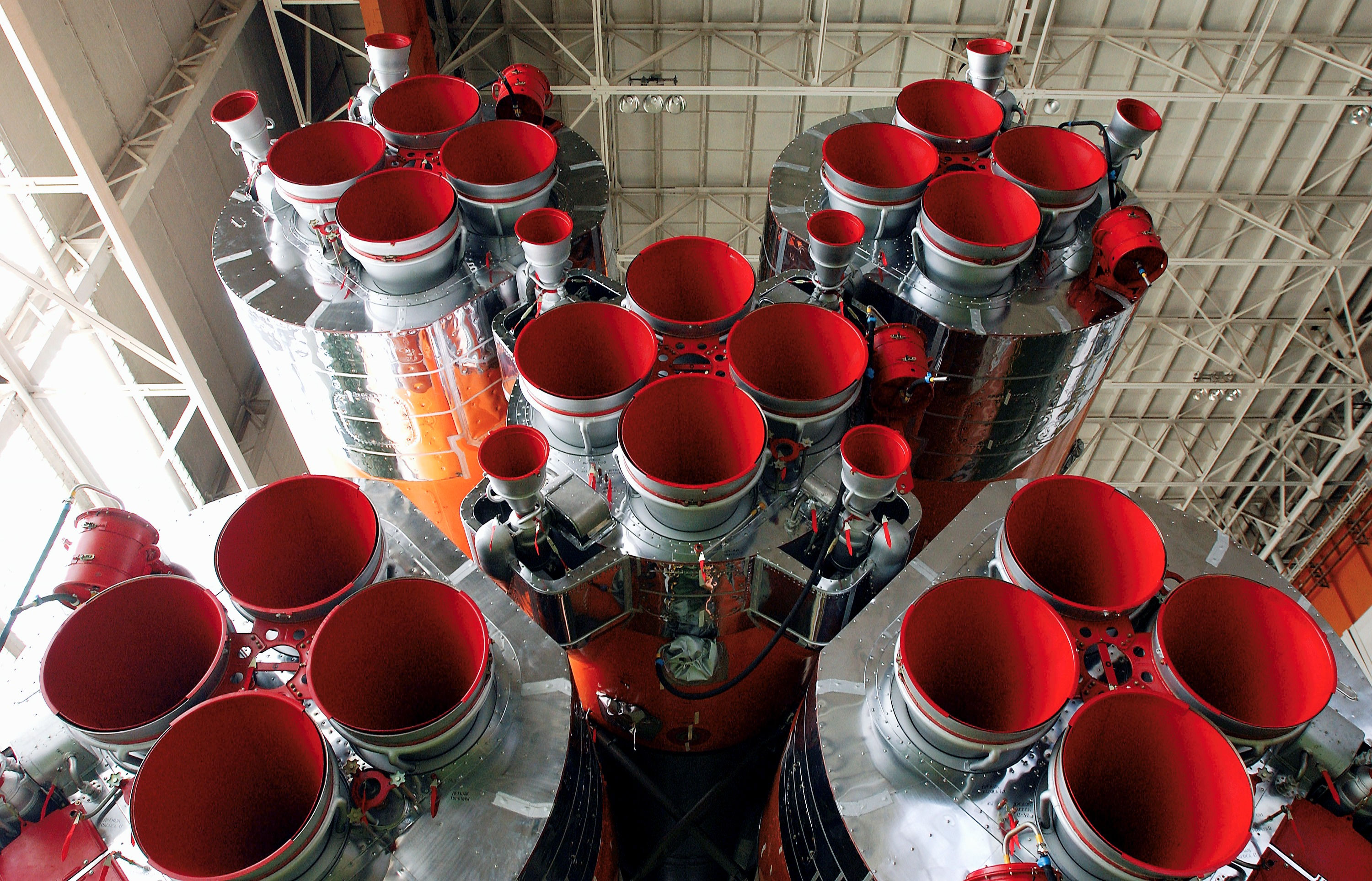
ソユーズのロケットエンジン

修正の結果完成した8K74は、8K71に比べてより軽く、より優秀な誘導装置、より強力なエンジンを搭載し、燃料の増載が可能になって射程が伸びた。弾頭はノヴァヤゼムリャにて1957年10月と1958年にテストされ、威力2.9Mtを発揮した。8K71と8K74は、それぞれR-7とR-7Aとして製造されている。R-7は31基が発射され、うち11基が失敗している。

## 配備
最初の戦略ミサイル部隊はロシア西部のプレセツクで1959年2月9日に作戦可能となった。プレセツクには最初の発射台(Launch Complex)LC41が建設され、1959年12月15日には、R-7Aミサイルを初めてテストしている。テストではプレセツクの4基(LC41、LC16、LC43、???)と、緊急時の代替基地であるカザフスタンのバイコヌール(チュラタム)の2基(LC1、LC31)、合計6基の発射サイトのみが運用され、クラスノヤルスクの基地は計画のみで終わった。プレセツクには二つのR-7Aミサイル連隊が置かれ、4基のミサイルはそれぞれニューヨーク、ワシントンD.C.、ロサンゼルス、シカゴを目標としていた。1962年10月のキューバ危機のときには実用弾頭を備えたミサイルがLC41発射台で発射準備態勢に置かれている。R-7Aは21基が発射され、3基が失敗した。
キューバ危機の当時、アメリカでは国内に配備された100基あまりのアトラス、タイタンI、試験配備が始まっていたミニットマンI大陸間弾道ミサイル、イギリスに配備された60基のソアー、及びトルコ、イタリアに配備された45基のジュピター中距離弾道ミサイルがアラート態勢に入っていたが、一方のソ連では最初の量産ICBMであるR-16(SS-7)の配備が始まったばかりであり、実際に開戦となった場合はキューバに配備した約40基のR-12を加えても、ミサイル戦力だけを見ればソ連が圧倒的に不利な状況であった。
システムのコストは巨大で、たいていの遠隔地で必要な巨大な発射場を建設するのは困難なことであった。個々の発射場の建設には当時のソビエト連邦の防衛予算から5億ルーブル(全予算の5%)もの予算が投じられた。しかしながらこれらの莫大なコストは第一世代ミサイルに共通の問題で、アメリカでも同様の問題を生じていたほか、イギリスでもミサイルサイロ建設コストの高額さから、ブルーストリーク弾道ミサイル開発計画を放棄したという例もあった。
コスト以外にも運用上の弱点があった。巨大なR-7の発射基地はU-2偵察機による高高度からの偵察から隠すことができない。したがって、どのような核戦争においても迅速に破壊される可能性が高かった。また、巨大なR-7は発射準備に約20時間が必要で、極低温燃料を使用するため、燃料を注入したままアラート態勢を数日以上取ることができなかった。これらの問題により、ソビエト連邦軍は恒久的なアラート態勢を維持できず、発射前に破壊される可能性があった。
R-7ミサイルの射程ではアメリカ国内の主要な目標に到達できず、ICBMとして失敗であると考えられた。アメリカはソ連周辺の同盟国に短射程の初期の核ミサイルが配備可能な一方、当時のソ連にはこの方法が使用できなかったため、ソ連国内からアメリカ全土を射程に収めるICBMがどうしても必要とされた。ソ連はこの失敗により第二世代のICBMを急遽開発することとなった。

R-7ファミリー

全てのR-7は1962年までに配備されたが、1968年には退役した。しかしロケットや発射台は宇宙開発のために転用され、8K72Kボストークや後の11A511ソユーズの基礎として大きな成果を上げた。
R-7から直接派生した技術は21世紀に入った現在でも依然として使用されている。スペースシャトルの事故による飛行停止期間および退役後の国際宇宙ステーション（ISS）への人員・物資輸送の中心は、R-7の直系の子孫であるソユーズとプログレス補給船が担った。

## 要目
| ボストーク 8K72K            | ボストーク 8K72K            | ボストーク 8K72K           |
| --------------------------- | --------------------------- | -------------------------- |
| ステージ                    | ステージ                    | 2段+弾頭                   |
| ストラップオンブースター    | エンジン                    | RD-107-8D74-1959 4基       |
| ストラップオンブースター    | 推力                        | 970.86 kN×4基 = 3,883.4 kN |
| ストラップオンブースター    | 燃焼時間                    | 118秒                      |
| ストラップオンブースター    | 燃料                        | 液体酸素/ケロシン          |
| メインエンジン              | エンジン                    | RD-108-8D75-1959 1基       |
| メインエンジン              | 推力                        | 912 kN                     |
| メインエンジン              | 燃焼時間                    | 301秒                      |
| メインエンジン              | 燃料                        | 液体酸素/ケロシン          |
| 最終段                      | エンジン                    | RD-0109 1基                |
| 最終段                      | 推力                        | 54.5 kN                    |
| 最終段                      | 燃焼時間                    | 365秒                      |
| 最終段                      | 燃料                        | 液体酸素/ケロシン          |
| 打ち上げ機                  | 打ち上げ機                  | 第1回発射 1960年12月22日   |
| ペイロード 低軌道(LEO) 65度 | ペイロード 低軌道(LEO) 65度 | 4,725 kg                   |
| ペイロード 月探査機         | ペイロード 月探査機         | 500 kg                     |

R-7は全長34m、直径3m、発射重量は280トンで、液体酸素とケロシンをロケットエンジンの推進剤として用いる二段ロケットであり、射程は8,800km、CEPは5,000mであった。R-7Aは全長が28mと短くなったが、射程は9,500kmに伸びている。R-7Aに搭載された弾頭はRDS-37、またはRDS-46A再突入体と威力3Mtの46A核爆弾を組み合わせた単一弾頭であった。軽量化弾頭を装備した射程12,000kmのR-7A改修型はテストのみで終わった。
発射の初期段階では、ロケットは4基のRD-107ストラップオンブースターと中央にあるRD-108メインエンジンの合計5基のエンジンによって加速される。RD-107とRD-108は基本的に同じエンジンで、OKB-456（V. P. グルシコ (Glushko) が率いる設計局）によって設計された。その大きさは鉄道による輸送が考慮されて決定されている。一台の燃料ポンプが4基の燃焼室/ノズルへ燃料を送っている点が特徴である。これは燃焼室の大型化を避け、震動を避けるための工夫であるといわれる。第二段に相当するRD-108エンジンは4基のノズルと4基の姿勢制御用バーニアノズルを備えており、第一段に相当するRD-107ブースターは4基のノズルと二基のバーニアノズルを備えていた。中心のRD-108ロケットの周りを取り囲むように、また各ブースターのバーニアノズルが外側になるように4基のブースターが接続される。各ブースターは円錐形状をしており、このためブースターが取りつけられたミサイルは全長の中ほどから下に向かって末広がりに大きくなる独特の外観を持つ。
誘導システムはR-5R (SS-3 Shyster) の無線司令システムを元にしたもので、バーニアロケット制御付き慣性誘導であった。
軽量化の結果、ブースターの重量をロケット本体が支えることが出来ないため、自立して発射される西側諸国のミサイルと異なり、R-7はロケットの中ほどからトラス構造の頑丈な支柱に吊り下げられた状態で発射される。この方式はチュルパン（Tyulpan、チューリップ）発射方式と呼ばれ、レニングラード金属鋳造工場 (LMZ)で 設計された。ロケットのエンジンが点火され、出力がロケットの重量を支えられるようになると、支柱が切り離されて花が開くように四方へ倒れこむ。この光景はソ連/ロシアのロケット発射に固有の風景である。